# Ministerio de Industria y Comercio (República Dominicana)
El Ministerio de Industria, Comercio y Mipymes de la República Dominicana es el organismo de Estado del gobierno que se encarga de formular, evaluar y controlar las políticas, planes, proyectos y servicios de los sectores de industria, exportaciones, comercio interno, comercio exterior, zonas francas y regímenes especiales, así como las micro, pequeñas y medianas empresas (MiPyMEs). Además dirige la comercialización, control y abastecimiento del petróleo y demás combustibles.
En su denominación actual, se estableció en 1966. Sus oficinas se encuentran en Santo Domingo, en la Av. 27 de Febrero, no. 306. Su actual ministro es Víctor Bisonó, desde el 16 de agosto de 2020.

## Historia
La primera referencia a una oficina dedicada a la industria o el comercio la encontramos en la Constitución dominicana de 1844, primera del país, que establecía las primeras cuatro Secretarías de Estado.

Habrá cuatro Ministros Secretarios de Estado y del Despacho que son: primero, el de la Justicia e Instrucción Pública; segundo, el de Interior y Policía; tercero, el de Hacienda y Comercio; cuarto, el de la Guerra y Marina.
Constitución dominicana de 1844, Título III, Capítulo II, Sección II, Art. 109

Esta denominación se mantendrá durante la Primera y la Segunda República. En su libro de 1918, Otto Schoenrich explica que el Gobierno dominicano estaba conformado por siete Secretarías de Estado, dentro de las que se incluye la de Hacienda y Comercio.
En 1934, la Ley de Secretarías de Estado no. 786 estableció una Secretaría de Estado de Trabajo, Agricultura, Industria y Comercio. Al año siguiente, el 31 de mayo, se separará en dos oficinas, formándose así la Secretaría de Estado de Industria y Comercio. El organismo seguirá cambiando sus nombres y atribuciones a lo largo de los años. El 11 de septiembre de 1959 se reorganizan estas instituciones y se crean la Secretaría de Estado de Agricultura y Comercio y la de Trabajo e Industria.
El 30 de junio de 1966 se promulga la Ley Orgánica no. 290-66 que vuelva a establecer la Secretaría de Estado de Industria y Comercio. En 1971, se proclama la Ley Minera no. 146-71 que creó la Dirección General de Minas como organismo dependiente de esta Secretaría.
En 2010, pasaría ser Ministerio de Industria y Comercio con el Decreto n.º 56-10 que modificaba la nomenclatura de las instituciones gubernamentales.
En 2013, sus atribuciones sobre el sector energético y el minero pasan a un organismo especializado al crearse el Ministerio de Energía y Minas mediante la Ley n.º 100-13.
En 2017, la Ley n.º 37-17 reorganiza esta institución con la intención de darle más peso a la productividad de las micro, pequeñas y medianas empresas, por lo que pasa a llamarse Ministerio de Industria, Comercio y Mipymes.

## Estructura
Para realizar sus funciones, al igual que los demás Ministerios de República Dominicana, el de Industria, Comercio y Mipymes se subdivide en viceministerios. Estos son:
- Viceministerio de Comercio Exterior
- Viceministerio de Comercio Interno
- Viceministerio de Desarrollo Industrial
- Viceministerio de Fomento a las Micro, Pequeñas y Medianas Empresas
- Viceministerio de Zonas Francas y Regímenes Especiales

## Dependencias
Algunas de las oficinas que están adscritas a este Ministerio son:
- Instituto Dominicano para la Calidad (INDOCAL)
- Oficina Nacional de la Propiedad Industrial (ONAPI)
- Consejo Nacional de Promoción y Apoyo a la Micro, Pequeña y Mediana Empresa (PROMIPYME)
- Comisión Nacional de Defensa de la Competencia (Pro-Competencia)
- Centro de Desarrollo y Competitividad Industrial (Pro-Industria)
- Centro de Exportación e Inversión de la República Dominicana (CEI-RD)
- Consejo Nacional de Zonas Francas de Exportación (CNZFE)
- Comisión Reguladora de Prácticas Desleales en el Comercio y Medidas de Salvaguarda (CDC)
- Oficina Nacional de Derecho de Autor (ONDA)
- Consejo Dominicano para la Calidad (CODOCA)
- Organismo Dominicano de Acreditación (ODAC)
- Instituto Nacional de la Aguja (INAGUJA)
- Dirección de Fomento y Desarrollo de la Artesanía Nacional (FODEARTE)
- Instituto Nacional de Protección de los Derechos del Consumidor (Pro-Consumidor)

## Oficinas
Las oficinas centrales del MICM se encuentran en Santo Domingo, en la Av. 27 de Febrero, no. 306. Además de esta sede, el Ministerio tiene una serie de oficinas provinciales que se encuentran en: Barahona, Bonao, Cotuí, Dajabón, La Romana, La Vega, Monte Cristi, Puerto Plata, Samaná, San Francisco de Macorís, San Juan de la Maguana y Santiago.